# Platon (Udovenko)
Platon (světským jménem: Volodymyr Petrovyč Udovenko; * 17. listopadu 1940, Uspenka) je ukrajinský pravoslavný duchovní Ruské pravoslavné církve, arcibiskup a emeritní metropolita feodosijský a kerčský.

## Život
Narodil se 17. listopadu 1940 ve vesnici (sídlo) Uspenka ve Vorošilovhradské oblasti. Měl tři sourozence a brzy přišli o otce.
Po ukončení školy se stal poslušníkem monastýru Zesnutí přesvaté Bohorodice v Oděse, kde strávil rok ve svíčkové dílně.
Roku 1958 začal studovat na Kyjevském duchovním semináři. O dva roky později byl seminář zavřen a pokračoval ve studiu na Oděském duchovním semináři. V letech 1961-1964 sloužil v řadách Sovětské armády. Roku 1965 po ukončení semináře pokračoval ve studiu na Leningradské duchovní akademii. Studium dokončil roku 1969 s titulem kandidáta bohosloví.
V letech 1969-1972 byl referentem Oddělení pro vnější církevní vztahy.
Dne 14. dubna 1971 byl metropolitou leningradským postřižen na monacha a přijal mnišské jméno Platon. Dne 17. dubna byl rukopoložen na hierodiakona a 12. září na jeromonacha.
Roku 1972 dokončil postgraduální studium na Moskevské duchovní akademii. Stejného roku byl povýšen na archimandritu. Metropolita Nikodim jej poslal sloužit do Argentiny.
Roku 1973 byl Svatým synodem zvolen biskupem argentinským a jihoamerickým. Dne 16. prosince proběhla v soboru Zjevení Páně v Moskvě jeho biskupská chirotonie. Hlavním světitelem byl patriarcha moskevský Pimen.
Dne 6. října 1977 byl povýšen na arcibiskupa a stal se exarchou Střední a Jižní Ameriky.
Roku 1980 byl ustanoven na arcibiskupem sverdlovským a kurganským. Současně se stal dočasným správcem čeljabinské eparchie.
V letech 1981-1986 byl zástupcem předsedy Oddělení pro vnější církevní vztahy.
V prosince 1984 byl jmenován arcibiskupem jaroslavským a rostovským.
Dne 18. března 1990 se stal lidovým poslancem Ruské sovětské federativní socialistické republiky. Od 2. listopadu 1991 do 14. prosince 1992 byl členem Nejvyššího sovětu RSFSR a poté Ruské federace. V sovětu působil v Komisi pro svobodu svědomí a podílel se na přípravě zákona pro svobodu vyznání.
Roku 1990 se zúčastnil Místního soboru Ruské pravoslavné církve, kde předložil návrh na snížení počtu hlasů potřebných k tomu, aby byl kandidát z místního soboru zařazen do konečného seznamu kandidátů na patriarchu, ale návrh nebyl přijat. Sám navrhl kandidaturu metropolity Pitirima (Něčajeva). Navrhl také aby byla poslána zpráva věřícím Ruské pravoslavné církve v zahraničí.
Od 1. listopadu 1993 byl znovu ustanoven na katedru argentinské eparchie.
Roku 2000 se zúčastnil Archijerejského soboru Ruské pravoslavné církve, na níž vystoupil proti omezování pravomocí Místního soboru.
Dne 29. února 2004 byl patriarchou moskevským Alexijem II. povýšen na metropolitu.
Od roku 2010 do 26. července 2012 byl druhým místopředsedou Pravoslavné biskupské konference Jižní Ameriky.
Dne 26. července 2012 byl osvobozen od funkce eparchiálního biskupa argentinské eparchie a přešel do jurisdikce Ukrajinské pravoslavné církve. Před odchodem navštívil na rozloučenou všechny farnosti své eparchie.
Dne 20. prosince 2012 byl Synodem Ukrajinské pravoslavné církve ustanoven eparchiálním biskupem nově vzniklé feodosijské eparchie.
Dne 7. června 2022 byla rozhodnutím Svatého synodu Ruské pravoslavné církve přijata feodosijská eparchie do přímé kanonické podřízenosti moskevského patriarchy a Svatého synodu.
Dne 24. ledna 2023 byl v rámci Ruské invaze na Ukrajinu zařazen na sankční seznam Ukrajiny s blokováním majetku, omezením obchodních operací, blokováním stažení kapitálu ze země a odebráním státních vyznamenání Ukrajiny.
Dne 25. července 2024 byl Svatým synodem penzionován.

## Řády a vyznamenání

### Světská vyznamenání
- Rusko Řád přátelství (2000)
- Rusko Medaile blahověrného knížete Jaroslava Moudrého – 1000. výročí založení města Jaroslavl (2010)
- Rusko Medaile na počest 200. výročí vítězství ve vlastenecké válce roku 1812 (2012)
- Rusko Čestný občanem města-hrdina Kerč

### Církevní vyznamenání
- 1977 – Řád apoštolům rovného knížete Vladimíra II. třídy
- 1980 – Řád přepodobného Sergija Radoněžského II. třídy
- 1982 – Řád svaté jeruzalémské církve (Pravoslavný patriarchát jeruzalémský)
- 1984 – Řád apoštola a evangelisty Marka (Pravoslavný patriarchát alexandrijský)
- 1985 – Řád apoštolům rovné Marie Magdaleny (Polská pravoslavná církev)
- 1996 – Pamětní panagie k 50. výročí Oddělení pro vnější církevní vztahy
- 1997 – Řád blahověrného knížete Daniela Moskevského II. třídy
- 1999 – Medaile přepodobného Makarija Unženského
- 2000 – Řád přepodobného Sergija Radoněžského I. třídy
- 2000 – Jubilejní patriarchální diplom k 2000. výročí narození Ježíše Krista
- 2003 – Řád svatého Innokentija Moskevského II. třídy
- 2006 – Pamětní panagie k 60. výročí Oddělení pro vnější církevní vztahy
- 2010 – Řád přepodobného Serafima Sarovského II. třídy
- 2010 – Patriarchální medaile na počest 30. výročí založení uměleckého a výrobního podniku Sofrino
- 2012 – Medaile svaté velikomučednice Kateřiny (Eparchie jekatěrinburská)
- 2013 – Jubilejní panagie k 1025. výročí Křtu Rusi
- 2013 – Pamětní odznak k 1025. výročí Křtu Rusi
- 2015 – Řád přepodobného Serafima Sarovského I. třídy
- 2018 – Řád svatého Innokentija Moskevského I. třídy
- 2020 – Řád blahověrného knížete Daniela Moskevského I. třídy